# Ткемала
Ткемала (груз. ტყემალა) — село в Грузии, на территории Карельского муниципалитета края (мхаре) Шида-Картли.

## География
Село находится в центральной части Грузии, в ущелье реки Мтакули (правый приток Куры), на расстоянии приблизительно 9 километров (по прямой) к юго-юго-востоку от города Карели, административного центра муниципалитета. Абсолютная высота — 1163 метра над уровнем моря.

## Население
По результатам официальной переписи населения 2014 года постоянное население в Ткемале отсутствовало.
| Год  | Население, человек |
| ---- | ------------------ |
| 2002 | 10                 |
| 2014 | ↘ 0                |